# Сравнение строения клеток бактерий, растений, животных и грибов
Клетки прокариот не имеют оформленного ядра и многих органелл, присущих клеткам эукариот. Прокариоты возникли на Земле несколько миллиардов лет назад и представлены исключительно одноклеточными организмами. Эукариоты состоят из одной или нескольких клеток, однако все клетки имеют общий план строения. В таблице сравниваются клетки бактерий, растений, животных и грибов по морфологическим признакам. 
| Клеточная структура                                          | Функция | Бактерии | Растения | Животные | Грибы |
| ------------------------------------------------------------ | --- | --- | --- | --- | --- |
| Ядро                                                         | Хранение наследственной информации, синтез нуклеиновых кислот | Не имеются | Обычно одно, крупное; в молодых клетках расположено в центре клетки, у зрелых сдвигается к периферии растущей вакуолью; у покрытосеменных отсутствует в ситовидных трубках. | Одно, два или несколько; форма и расположение варьируют в зависимости от вида клеток; может отсутствовать (эритроциты млекопитающих) - в этом случае клетка теряет способность к размножению.                                                       | Обычно небольших размеров, расположено либо в центре, либо у клеточной оболочки или перегородки. Клетки гиф содержат одно или несколько ядер. К особенностям ядерного аппарата грибов относится наличие дикарионов (n + n), спаренных ядер в клетке после слияния цитоплазмы. Другая особенность ядер грибов — способность передвигаться из одной клетки в другую. |
| Клеточная мембрана                                           | Выполняет барьерную, транспортную, матричную, механическую, рецепторную, энергетическую, ферментативную и маркировочную функции                                                   | (цитоплазматическая мембрана) в любой бактериальной клетке выполняет одни и те же функции, ее строение все же может иметь ряд отличий, в зависимости от группы прокариотов, которые исследуются в каждом конкретном случае. | Кле́точная мембра́на (также цитолемма, плазмалемма, или плазматическая мембрана) — эластическая молекулярная структура, состоящая из белков и липидов. Отделяет содержимое любой клетки от внешней среды, обеспечивая её целостность; регулирует обмен между клеткой и средой; внутриклеточные мембраны разделяют клетку на специализированные замкнутые отсеки — компартменты или органеллы, в которых поддерживаются определённые условия среды. | Клеточная мембрана (цитолемма, плазмалемма) – это трехслойная липопротеиновая (жиро-белковая) оболочка, отделяющая каждую клетку от соседних клеток и окружающей среды, и осуществляющая управляемый обмен между клетками и окружающей средой.      | Между клеточной стенкой и цитоплазматической мембраной располагаются ломасомы – мембранные структуры, имеющие вид многочисленных пузырьков. В зависимости от происхождения различают настоящие ломасомы и плазмалеммасомы. Последние представляют собой производное плазмалеммы.                                                                                   |
| Капсула                                                      | Предохраняет бактерии от повреждений и высыхания. Создаёт дополнительный осмотический барьер и является источником резервных веществ. Препятствует фагоцитозу бактерий            | слизистая структура толщиной более 0,2 мкм, прочно связанная с клеточной стенкой бактерий и имеющая чётко очерченные внешние границы.                                                                                       | Нет | Нет | Нет |
| Клеточная стенка                                             | Полисахаридная оболочка над клеточной мембраной, через неё происходит регуляция воды и газов в клетке. Не проницаема даже для мелких молекул. Не препятствует диффузному движению | оболочка клетки, расположенная снаружи от цитоплазматической мембраны и выполняющая структурные, защитные и транспортные функции. есть, образована пектином или муреином                                                    | оболочка клетки, расположенная снаружи от цитоплазматической мембраны и выполняющая структурные, защитные и транспортные функции.Образована целлюлозой. | Нет | оболочка клетки, расположенная снаружи от цитоплазматической мембраны и выполняющая структурные, защитные и транспортные функции.есть, образована хитином |
| Контакты между клетками                                      | Связывание между собой клеток ткани. Транспорт веществ между клетками. | Нет | Плазмодесмы — микроскопические цитоплазматические мостики, соединяющие соседние клетки растений. | Десмосомы— один из типов межклеточных контактов, обеспечивающих прочное соединение клеток (как правило, эпителиальной или мышечной ткани) у животных. Функция десмосом заключается главным образом в обеспечении механической связи между клетками. | Септы стенка, разделяющая полость на части, например, маточная перегородка. Термин «септа» используется также для обозначения перегородок между соседними клетками или внутри септированных клеток |
| Хромосомы                                                    | Нуклеопротеиновый комплекс, содержащий ДНК, а также гистоны и гистоноподобные белки                                                                                               | Нуклеоид | Есть | Есть | Есть |
| Плазмиды                                                     | Хранение геномной информации, которая кодирует ферменты, которые разрушают антибиотики, тем самым позволяют избегать их губительного воздействия                                  | Есть | Нет | Нет | Нет |
| Цитоплазма                                                   | Содержит в себе органеллы клетки и равномерно распределяет питательные вещества по клетке.                                                                                        | Есть | Есть | Есть | Есть |
| Митохондрии                                                  | Органоиды, принимающие участие в превращении энергии в клетке. Имеют внутренние мембраны, на которых осуществляется синтез АТФ                                                    | Нет | Есть | Есть | Есть |
| Аппарат Гольджи                                              | Производит синтез сложных белков, полисахаридов, их накопление и секрецию | Нет | Есть | Есть | Есть |
| Эндоплазматический ретикулум / Эндоплазматическая сеть (ЭПС) | Выполняет синтез и обеспечивает транспорт белков и липидов | Нет | Есть | Есть | Есть |
| Рибосомы                                                     | Органоиды, состоящие из двух субъединиц, осуществляют синтез белка (трансляцию).                                                                                                  | Есть | Есть | Есть | Есть |
| Центриоли                                                    | Во время деления клетки образует веретено деления | Нет | Присутствуют у низших растений | Есть | Нет |
| Пластиды                                                     | Двухмембранные структуры, в которых происходят реакции фотосинтеза (хлоропласты), происходит накопление крахмала (лейкопласты), придают окраску плодам и цветкам (хромопласты)    | Нет | Есть | Нет | Нет |
| Лизосомы                                                     | Производят расщепление различных органических веществ | Нет | Обычно не видны | Есть | Есть |
| Пероксисомы                                                  | Производят синтез и транспорт белков и липидов | Нет | Есть | Есть | Есть |
| Вакуоли                                                      | Накапливают клеточный сок. Для перемещения бактериальных клеток в толще воды. Поддерживает напряжённое состояние оболочек клеток                                                  | Аэросомы | Есть | Нет крупных | Есть |
| Цитоскелет                                                   | Опорно-двигательная система клетки. Изменения в белках цитоскелета приводят к изменению формы клетки и расположению в ней органоидов.                                             | Бывает | Есть | Есть | Есть |
| Мезосомы                                                     | Артефакты, возникающие во время подготовки образцов для электронной микроскопии                                                                                                   | Есть | Нет | Нет | Нет |
| Пили                                                         | Служат для прикрепления бактериальной клетки к различным поверхностям | Есть | Нет | Нет | Нет |
| Органеллы для перемещения                                    | Служат для перемещения в пространстве (реснички, жгутики и др.) | Есть | Есть | Есть | Нет |